# Нижнее Ишкарты
Нижнее Ишкарты (кум. Тюбен Иш-Къарты) — село в Буйнакском районе Дагестана. Административный центр сельского поселения «Сельсовет „Ишкартинский“».

## Географическое положение
Расположен в 13 км к западу от районного центра города Буйнакск.

## История
На месте населенных пунктов Верхнее Ишкарты и Нижнее Ишкарты не позднее XVI века фиксируется крупное археологическое поселение. Турецкий путешественник Эвлия Челеби упоминает город Эшкал в Кумыкии, который ученые соотносят с Ишкарты. По преданиям жителей сел, они являются выходцами из старинного села Мадигин. Входило в состав Эрпелинского карачибекства. Жители Ишкарты принимали участие в Кавказской войне, в частности, в сражении при Эрпели 1823 года. Среди известных уроженцев селения крупный ученый доктор филологических наук Н.Х. Ольмесов.

## Население
| 1869 | 1888 | 1895 | 1926 | 1939 | 1970 | 1989 |
| ---- | ---- | ---- | ---- | ---- | ---- | ---- |
| 471  | ↗615 | ↘551 | ↘539 | ↗746 | ↘605 | ↘511 |
| 2002 | 2010 | 2021 |      |      |      |      |
| ↗928 | ↗998 | ↘917 |      |      |      |      |

Национальный состав
По данным Всероссийской переписи населения 2021 года:
| №        | Национальность | Численность, чел. | Доля    |
| -------- | -------------- | ----------------- | ------- |
| 1        | кумыки         | 916               | 99,89 % |
| 1.000001 | не указавшие   | 0                 | 0 %     |
| 1.000002 | прочие         | 1                 | 0,10 %  |
| 1.000003 | всего          | 917               | 100 %   |